# Diga di Kuroda
La diga di Kuroda (黒田ダム?, Kuroda damu) è una diga nella città di Toyota, prefettura di Aichi, in Giappone.

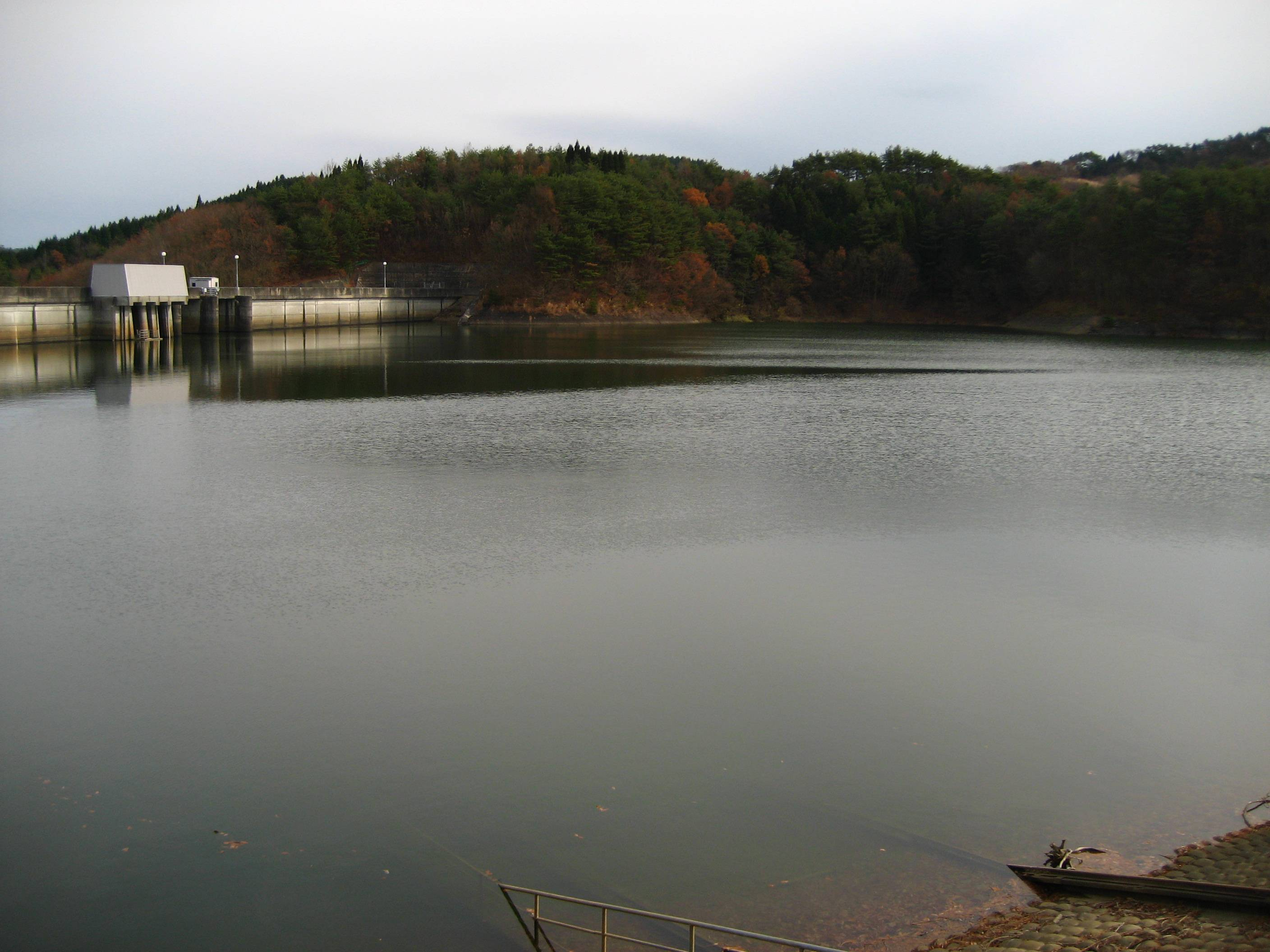
Il lago artificiale formato dalla diga